# Eurya bifidostyla
Eurya bifidostyla là một loài thực vật có hoa trong họ Pentaphylacaceae. Loài này được K.M.Feng & P.Y.Mao mô tả khoa học đầu tiên năm 1984.